# Wujiang (Suzhou)
Wujiang (chinesisch 吴江区, Pinyin Wújiāng Qū) ist ein Stadtbezirk im Osten der Volksrepublik China mit einer Fläche von 1.093 km² und 1.273.880 Einwohnern (Stand: Zensus 2010). Er gehört zum Verwaltungsgebiet der bezirksfreien Stadt Suzhou in der Provinz Jiangsu und liegt in der Nähe von Shanghai.
Administrativ setzt sich Wujiang aus neun Großgemeinden zusammen. Sitz von Regierung und Verwaltung ist die Großgemeinde Songling (松陵镇).